# The Essential Stevie Ray Vaughan and Double Trouble
The Essential Stevie Ray Vaughan and Double Trouble är en dubbel-CD med samlade spår med Stevie Ray Vaughan och hans band Double Trouble som släpptes 2002.

## Låtlista

### CD 1
1. "Shake for Me" (live) (Willie Dixon) – 3:49
  - Inspelat 1980
  - Från albumet: "In the Beginning"
2. "Rude Mood / Hide Away" (live) (Stevie Ray Vaughan) / (Freddie King, Sonny Thompson) – 4:57
  - Inspelat 1982
  - Från albumet: "Live at Montreux 1982 & 1985"
3. "Love Struck Baby" (Stevie Ray Vaughan) – 2:22
  - Inspelat 1983
  - Från albumet: "Texas Flood"
4. "Pride and Joy" (Stevie Ray Vaughan) – 3:39
  - Inspelat 24 november 1982
  - Från albumet: "Texas Flood"
5. "Texas Flood" (Larry Davis, Joseph Wade Scott) – 5:21
  - Inspelat 22 november 1982
  - Från albumet: "Texas Flood"
6. "Mary Had a Little Lamb" (Buddy Guy) – 2:47
  - Inspelat 24 november 1982
  - Från albumet: "Texas Flood"
7. "Lenny" (Stevie Ray Vaughan) – 4:57
  - Inspelat 24 november 1982
  - Från albumet: "Texas Flood"
8. "Scuttle Buttin'" (Stevie Ray Vaughan) – 1:52
  - Inspelat 18 januari 1984
  - Från albumet: "Couldn't Stand the Weather"
9. "Couldn't Stand the Weather" (Stevie Ray Vaughan) – 4:41
  - Inspelat 18 januari 1984
  - Från albumet: "Couldn't Stand the Weather"
10. "The Things (That) I Used to Do" (Eddie Jones) – 4:54
  - Inspelat januari 1984
  - Från albumet: "Couldn't Stand the Weather"
11. "Cold Shot" (Michael Kindred, W.C. Clark) – 4:01
  - Inspelat januari 1984
  - Från albumet: "Couldn't Stand the Weather"
12. "Tin Pan Alley (aka Roughest Place in Town)" (Robert Geddins) – 9:12
  - Inspelat januari 1984
  - Från albumet: "Couldn't Stand the Weather"
13. "Give Me Back My Wig" (Theodore Roosevelt Taylor) – 4:07
  - Inspelat 18 januari 1984
  - Från albumet: "Couldn't Stand the Weather"
14. "Empty Arms" (Stevie Ray Vaughan) – 3:29
  - Inspelat 18 januari 1984, New York
  - Från albumet: "The Sky is Crying"
15. "The Sky is Crying" (live) (Elmore James, Morris Levy, Clarence Lewis) – 7:20
  - Inspelat 4 oktober 1984, Carnegie Hall, New York
  - Från samlingsalbumet: "SRV Boxset"
16. "Voodoo Child (Slight Return)" (live) (Jimi Hendrix) – 11:53
  - Inspelat 4 oktober 1984, Carnegie Hall, New York
  - Från samlingsalbumet: "SRV Boxset"

### CD 2
1. "Say What!" (Stevie Ray Vaughan) – 5:23
  - Inspelat 1985
  - Från albumet: "Soul to Soul"
2. "Look at Little Sister" (Hank Ballard) – 3:08
  - Inspelat 1985
  - Från albumet: "Soul to Soul"
3. "Change it" (Doyle Bramhall) – 3:57
  - Inspelat 1985
  - Från albumet: "Soul to Soul"
4. "Come On (Pt. III)" (Earl King) – 4:30
  - Inspelat 1985
  - Från albumet: "Soul to Soul"
5. "Life Without You" (Stevie Ray Vaughan) – 4:18
  - Inspelat 1985
  - Från albumet: "Soul to Soul"
6. "Little Wing" (Jimi Hendrix) – 6:48
  - Inspelat mars 1985
  - Från albumet: "The Sky is Crying"
7. "Willie the Wimp" (live) (Ruth Ellsworth-Carter, Bill Carter) – 4:35
  - Inspelat 1986
  - Från albumet: "Live Alive"
8. "Superstition" (Stevie Wonder) – 4:41
  - Inspelat 1986
  - Från albumet: "Live Alive"
9. "Leave My Girl Alone" (Buddy Guy) – 4:47
  - Inspelat 1989
  - Från albumet: "Greatest Hits, Vol. 2"
10. "The House is Rockin'" (Stevie Ray Vaughan, Doyle Bramhall) – 2:24
  - Inspelat 10 februari 1989
  - Från albumet: "In Step"
11. "Crossfire" (Bill Carter, Chris Layton, Reese Wynans, Ruth Ellsworth-Carter, Tommy Shannon) – 4:10
  - Inspelat 15 februari 1989
  - Från albumet: "In Step"
12. "Tightrope" (Stevie Ray Vaughan, Doyle Bramhall) – 4:39
  - Inspelat 25 januari 1989
  - Från albumet: "In Step"
13. "Wall of Denial" (Stevie Ray Vaughan, Doyle Bramhall) – 5:36
  - Inspelat 31 januari 1989
  - Från albumet: "In Step"
14. "Riviera Paradise" (Stevie Ray Vaughan) – 8:50
  - Inspelat 28 februari 1989
  - Från albumet: "In Step"
15. "Telephone Song" (Stevie Ray Vaughan, Doyle Bramhall) – 3:28
  - The Vaughan Brothers
  - Inspelat mars 1990
  - Från albumet: "Family Style"
16. "Long Away From Home" (Stevie Ray Vaughan, Doyle Bramhall) – 3:15
  - The Vaughan Brothers
  - Inspelat mars 1990
  - Från albumet: "Family Style"
17. "Life By the Drop" (Doyle Bramhall, Barbara Logan) – 2:27
  - Inspelat 1989
  - Från albumet: "The Sky is Crying"